# 里田まい with 合田兄妹
里田まい with 合田兄妹（さとだまい ウィズ ごうだきょうだい）は、フジテレビ系列で放送されていた『クイズ!ヘキサゴンII』にて結成された音楽グループ。一時期は、『～合田家族（～ごうだかぞく）』として活動していた。

## 概要
2008年、『クイズ!ヘキサゴンII』内での南紀白浜合宿企画の宴会で、里田まい・misono・藤本敏史（FUJIWARA）が3人でカラオケを歌ったのを紳助が気に入り、結成に至った。同番組発のユニットで、シングルCDが発売されたのはPabo、羞恥心、アラジンに続き4組目となる。
ユニット名の合田兄妹とは、藤本の番組上での振舞いとmisonoの外見が『ドラえもん』に登場する剛田兄妹（ジャイアンとジャイ子）にそれぞれ似ているため。ただし、表記は「剛田」ではなく「合田」となっている。
アニメキャラクターについては、里田はPaboのものとは異なるタッチで描かれており、羞恥心やPaboと違って普通の服を着ている。このキャラクターのタッチは以後のユニットやヘキサゴンファミリーの絵柄として定着し、既に既存の絵柄が存在するPaboもこちらのタッチで2代目のキャラクターが描かれた。

### 里田まい with 合田家族として
2009年、里田が本人のブログで、新メンバーとして神戸蘭子が「里田まい with 合田兄妹」に加入し、グループ名を「里田まい with 合田家族」に変更する事を発表。同年3月11日放送分で、正式発表された（神戸はこの日がヘキサゴン初登場だった）。
しかし、misonoは「いきなり入ってきて何!?」とヘキサゴン初登場だった神戸のメンバー入りを猛反対。藤本は「女のいがみ合いは一番嫌い」と困惑したが、里田はユニット加入を嫌がらず、神戸と互いに「これからよろしくお願いします」と挨拶し合っていた。
2009年6月17日に「合田家族」として「Don't leave me」を発売。同年12月9日には、初のミニアルバム『里田まい with 合田家族』をリリースした。
2011年1月の放送をもって神戸は番組を降板し、当グループからも脱退。そのため、同年11月に発売された最後のヘキサゴンアルバム『WE LOVE ヘキサゴン 2011』では再びグループ名を「-合田兄妹」に戻し、新曲を発表した。
2011年11月に行われた『ヘキサゴンファミリーコンサート 2011 WE LIVE ヘキサゴン』をもって、事実上解散した。

## メンバー

### 全活動期のメンバー
里田まい（カントリー娘。）（1984年3月29日（41歳） - ）
ヘキサゴンのユニットとして他に、「Pabo」・「アラジン」・「ツバサ」・「famille 〜ファミーユ〜」に参加。
アニメキャラクターはPaboのとは違うタッチで描かれている。なお、『ヘキサゴンファミリーコンサート 2008 WE LIVE♥ヘキサゴン』の特典DVDには里田はPaboとして登場しているため登場していない。「I Believe 〜夢を叶える魔法の言葉〜/Don't leave me」の特典DVDでは服のグラフィックが「バイバイ」とは異なっている。
タイトル名に名前が出るなど、事実上メイン扱いされている。特に2009年はPaboよりもこちらのユニット活動の方が活発だった。
ジャイ子（合田妹1号） - misono（1984年10月13日（40歳） - ）
同じく歌手の倖田來未の実妹。ヘキサゴンのユニットとして他に、「misono&ヒロシ」・「ツバサ」・「famille 〜ファミーユ〜」に参加。
アニメキャラクターは髪の毛を2つ縛りにしており、黄色のバンダナを首に巻いている。
ジャイアン - 藤本敏史（FUJIWARA）（1970年12月18日（54歳） - ）
ユニット内で唯一の男性メンバーで最年長、リーダー。
ヘキサゴンのユニットとして他に、「アラジン」のバックダンサー・「南明奈のスーパーマイルドセブン」に参加。
アニメキャラクターは青い服を着ているのが特徴で、ジャイ子と共に現れることが多い。
一応リーダーではあるが、結成当初から蔑ろにされることが多い。『バイバイ』以降はサングラスを掛け、歌ダンス共に参加はわずか。「Don't leave me」に至ってはステージにすら上がっていないため、彼がいなくてもこの歌は成立することを意味している。しかし、メンバーの3人からは「フジモンは必要」と言われている。
このように「わざわざ出す必要があるのか」と言われており、扱いは酷くなる一方である。「Don't leave me」がTVで披露された際には、3人が歌っている最中にフジテレビ社内でのポスター貼りやお台場で宣伝用ティッシュ配りをさせられ、紳助に「もう（メンバーを）クビにして下さい」ともらした事がある。

### 脱退メンバー
合田妹2号 - 神戸蘭子（1982年4月14日（43歳） - ）
番組内で2009年3月11日放送分から初登場した新メンバー。本業はJJモデル。
番組プロデューサーよりオーディションとして『クイズ!紳助くん』に出演、芸人たちの反応などを考慮し、ヘキサゴン史上最短でユニットへの参加が決まる（初登場で）。ヘキサゴンユニットとして他に、「famille 〜ファミーユ〜」に参加。
アニメキャラクターはショートヘアーで、ピンクの服を着ている。
先述通り2011年1月の放送をもって番組を降板し、当グループからも脱退。2011年のコンサートも出演しなかった。

## 経歴
2008年
- 10月8日 - 『クイズ!ヘキサゴンII』においてユニット結成を告知。
- 10月29日 - 『ヘキサゴン』でデビューシングル「もうすぐクリスマス」を初披露。
- 11月12日 - デビューシングル「もうすぐクリスマス」発売。当日にデビューイベントを池袋サンシャインシティで開催。
- 12月13日 - 『めちゃ×2イケてるッ!』（フジテレビ系列）のコーナー「只今参上 色とり忍者」に出演。

2009年
- 1月2日 - 『ヘキサゴン新春SP』にて「バイバイ」を初披露。
- 1月14日 - セカンドシングル「バイバイ」発売。前日の13日には池袋サンシャインシティで、当日は札幌・サッポロファクトリーで、18日には大阪・イオンモールりんくう泉南で発売イベントを開催。
- 3月11日 - 『ヘキサゴン』にて、神戸蘭子が新メンバーとして加入すると発表される。
- 3月13日 - 秋田市立体育館で行われたファッションイベント「秋田ファッションフェス」に里田はスペシャルゲスト、misonoはライブゲスト、藤本はFUJIWARAでMCとして3人揃って出演。サプライズで「バイバイ」も歌唱。
- 6月10日 - 『ヘキサゴン3時間SP』にて、「Don't leave me」を初披露[4]。
- 6月17日 - 里田まい with 合田家族としてのデビューシングル「I Believe 〜夢を叶える魔法の言葉〜/Don't leave me」を発売[5]。
- 7月25日 - 『MUSIC FAIR』に「合田兄妹」で出演し、「バイバイ」を披露。初の『ヘキサゴン』以外の音楽番組出演となる。
  - 同日の『FNS26時間テレビ』内のコーナー「ひょうきんベストテン」に出演し「Don't leave me」を歌唱。その際にアダモちゃんに乱入された。
- 9月16日 - 『ヘキサゴン』にてアルバム『WE LOVE ヘキサゴン 2009』収録曲「Mr.ジゴロ」を初披露。
- 10月31日 - 国立代々木第一体育館で行われた『ヘキサゴンファミリーコンサート2009』に出演。
- 11月25日 - 『ヘキサゴン』にてミニアルバム収録曲「You are my everything」を披露。
- 12月9日　- ミニアルバム『里田まい with 合田家族』発売。同日、池袋サンシャインシティで発売記念イベントを開催。
- 12月16日 - 『ヘキサゴン』にてミニアルバム収録曲「かわいい悪魔」を披露。
- 12月31日 - この日に行われた「ヘキサゴンカウントダウンライブ」に出演したが、神戸はインフルエンザの為、欠席。misonoは『紅白歌合戦』で姉・倖田來未の応援ゲストとして出演する為、昼の部は欠席したため「You are my evreything」は里田のみで披露。

2010年
- 8月27日 - ヘキサゴンの舞台『マイホーム・オン・ザ・ビーチ 〜ヘキサな海の家〜』で「もうすぐクリスマス」、「バイバイ」を披露。
- 12月11日 - 幕張メッセで行われた「ヘキサゴンファミリーコンサート2010」に出演。

2011年
- 1月19日 - 同日放送の『ヘキサゴン』を最後に神戸の番組出演が無くなり、グループからも脱退。
- 8月23日 - 島田紳助が芸能界を引退。
- 9月28日 - 『クイズ!ヘキサゴンII』放送終了。
- 11月23日 - 新曲「かけがえ」（「里田まい with 合田兄妹」名義）が収録されているアルバム『WE LOVE ヘキサゴン 2011』発売。
- 11月26日 - 幕張メッセで行われた「ヘキサゴンファミリーコンサート2011」に出演。この日をもって、事実上解散。

## ディスコグラフィ
よしもとアール・アンド・シーより発売

### シングル

#### 「里田まい with 合田兄妹」名義
1. もうすぐクリスマス （2008年11月12日）
作詞：カシアス島田、作曲：高原兄、編曲：斉藤文護・岩室晶子
フジテレビ系『クイズ!ヘキサゴンII』エンディングテーマ
2. バイバイ （2009年1月14日）
作詞：カシアス島田、作曲：高原兄、編曲: 斉藤文護・岩室晶子
※ 1枚目の「もうすぐクリスマス」のカップリングをシングルカット化

#### 「里田まい with 合田家族」名義
1. Don't leave me （2009年6月17日）
作詞：カシアス島田、作曲：高原兄、編曲：斉藤文護・岩室晶子
※ 南明奈のスーパーマイルドセブン「I Believe 〜夢を叶える魔法の言葉〜」との両A面シングル

### アルバム
1. 里田まい with 合田家族（2009年12月9日）

「里田まい with 合田家族」名義

### アルバム収録曲
- Mr.ジゴロ （2009年10月21日、『WE LOVE ヘキサゴン2009』収録）

作詞：カシアス島田、作曲：TOZY、編曲：斉藤文護・岩室晶子
「里田まい with 合田家族」名義
- かけがえ （2011年11月23日、『WE LOVE ヘキサゴン 2011』収録）

作詞：カシアス島田、作曲：田中ノブマサ、編曲：下野ヒトシ
「里田まい with 合田兄妹」名義